# Coppa Italia (tennis tavolo)
La Coppa Italia di tennistavolo è un trofeo nazionale organizzato annualmente dalla FITeT.